# 병발생

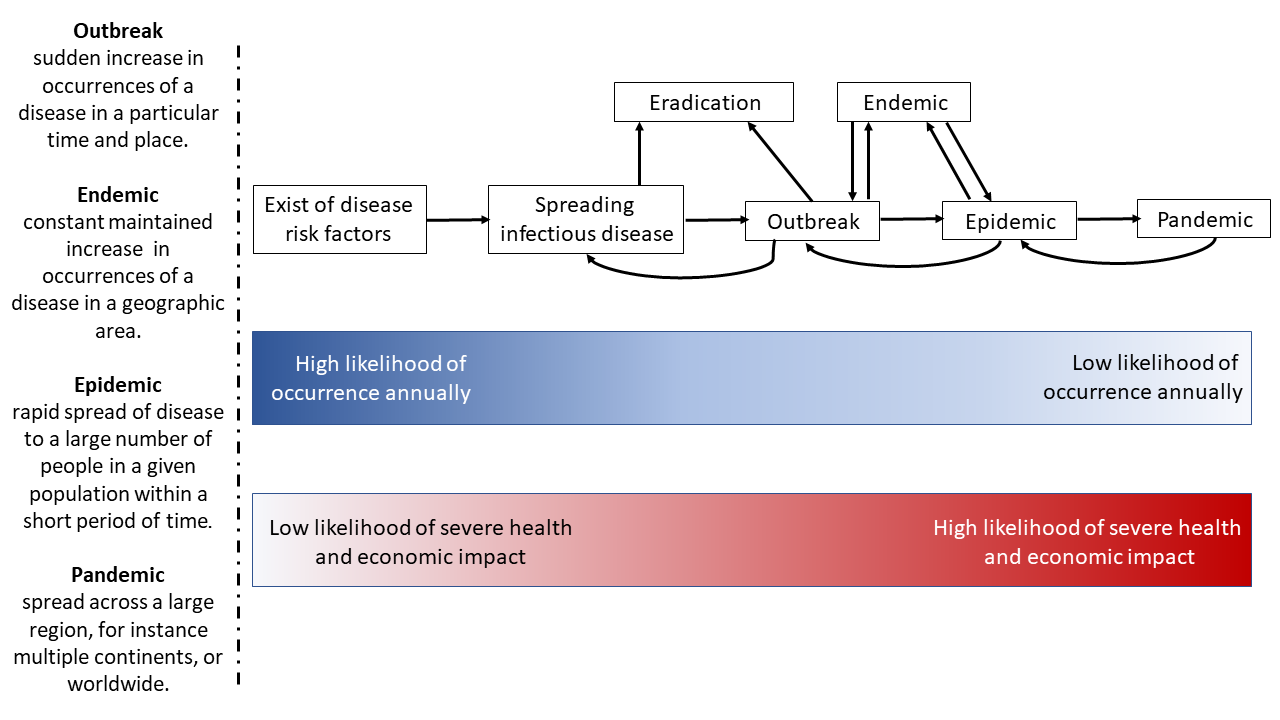
병발생(outbreak), 풍토병(endemic), 유행병(epidemic), 범유행(pandemic)간의 차이

병발생(disease outbreak) 또는 발병은 역학 (의학)에서 장소나 계절에 대한 정상적인 기대치를 초과하는 경우에 질병 발생이 갑자기 증가하는 것이다. 이는 소규모의 지역화된 그룹에 영향을 미칠 수도 있고 대륙 전체에 걸쳐 수천 명의 사람들에게 영향을 미칠 수도 있다. 사례 수는 질병을 유발하는 물질, 해당 물질에 대한 이전 및 기존 노출의 크기와 유형에 따라 다르다. 발병에는 많은 전염병이 포함되며, 이 용어는 일반적으로 감염성 질병뿐만 아니라 수인성 질병이나 식품 매개 질병과 같은 환경적 원인이 있는 질병에도 적용된다. 이는 국가 또는 국가 그룹의 지역에 영향을 미칠 수 있다. 범유행은 지구 전역의 여러 국가가 곧 감염될 때 거의 전 세계적으로 질병이 발생하는 것이다.

## 같이 보기
- 2014년 콩고 민주 공화국 에볼라 유행
- 나라별 코로나19 범유행